# HAM-6mm
A 6 mm-es amatőrsáv a milliméteres hullámú tartományban lévő rádióhullám, rádióamatőrök számára kijelölt sáv. A kijelölt frekvenciatartomány: 47000 – 47200 MHz.

## Terjedési sajátosságai
A 6 mm-es amatőrsáv a milliméteres hullámú rádiófrekvenciás tartományban van, ezért leginkább a milliméteres  hullámokra jellemző terjedési tulajdonságai vannak.
Ezen a sávon a hullámok terjedését a sűrű eső vagy erős hózápor csillapítja.
- direkt terjedés

## A 6 mm-es amatőrsávra vonatkozó nemzetközisávterv[3]
| ITU 1                                    | ITU 2 | ITU 3 |
| ---------------------------------------- | ----- | ----- |
| 47–47,2 GHz 1. AMATŐR 2. MŰHOLDAS AMATŐR |       |       |

## A sávblokk Magyarországon érvényessávterve[4]
| 47–47,2 GHz     | 47–47,2 GHz | 47–47,2 GHz | 47–47,2 GHz | 47–47,2 GHz | 47–47,2 GHz             | 47–47,2 GHz                   | 47–47,2 GHz          |
| A               | B           | C           | D           | E           | F                       | G                             | H                    |
| --------------- | ----------- | ----------- | ----------- | ----------- | ----------------------- | ----------------------------- | -------------------- |
| AMATŐR          |             | P           | 1           | K           | Amatőrrádiózás          | ECC/REC/(02)01 MSZ EN 301 783 | 3. melléklet 7. pont |
| MŰHOLDAS AMATŐR |             | P           | 1           | K           | Műholdas amatőrrádiózás | ECC/REC/(02)01 MSZ EN 301 783 | 3. melléklet 7. pont |

- Az A oszlop meghatározza az adott sávhoz rendelt egyes rádiószolgálatokat
- A B oszlop meghatározza a vonatkozó lábjegyzetet, a harmonizált katonai sávra
- A C oszlop meghatározza a polgári, a nem polgári vagy az együttes célú használatra történő felosztást. A polgári célú felosztást P, a nem polgári célút N és az együttes célút E jelöli.
- A D oszlop meghatározza az alkalmazás jellegét. Az elsődleges jelleget 1-es, a másodlagos jelleget 2-es, a harmadlagos jelleget 3-as szám jelöli.
- Az E oszlop meghatározza az alkalmazás használatbavételi lehetőségét. A kijelölt kategóriát K, a tervezett kategóriát T jelöli.
- Az F oszlop meghatározza az alkalmazás megnevezését.
- A G oszlop tartalmazza a vonatkozó nemzetközi és hazai dokumentumokra hivatkozásokat
- A H oszlop tartalmazza a frekvenciasávok használata során alkalmazandó további rádióspektrum-gazdálkodási követelményeket és jellemzőket, valamint sávhasználati feltételeket.

## Felosztása[5]
| Frekvenciatartomány (Hz) | Frekvenciatartomány (Hz) | Használható adóteljesítmény (W) | Használható adóteljesítmény (W) | Használható adóteljesítmény (W) | Használható sávszélesség (Hz) | Üzemmód/felhasználás        | Engedélyezett adásmód | Engedélyezett adásmód | Engedélyezett adásmód |
| Kezdete                  | Vége                     | Kezdő                           | CEPT                            | HAREC                           | Használható sávszélesség (Hz) | Üzemmód/felhasználás        | Kezdő                 | CEPT                  | HAREC |
| ------------------------ | ------------------------ | ------------------------------- | ------------------------------- | ------------------------------- | ----------------------------- | --------------------------- | --------------------- | --------------------- | --- |
| 47000000000              | 47002000000              | 0                               | 0                               | 30                              |                               | Bármely adásmód             |                       |                       | A1A, A1B, A1C, A1D, A2A, A2B, A2C, A2D, A3C, F1A, F1B, F1C, F1D, F2A, F2B, F2C, F2D, F3C, F3E, F3F, J2A*, J2B, J2C, J2D, J2E, J3C, J3E, R3E          |
| 47002000000              | 47088000000              | 0                               | 0                               | 30                              |                               | Bármely adásmód             |                       |                       | A1A, A1B, A1C, A1D, A2A, A2B, A2C, A2D, A3C, A3E, F1A, F1B, F1C, F1D, F2A, F2B, F2C, F2D, F3C, F3E, F3F, J2A, J2B, J2C, J2D, J2E, J3C, J3E, J3F, R3E |
| 47088000000              | 47090000000              | 0                               | 0                               | 30                              | 2700                          | Bármely keskenysávú adásmód |                       |                       | A1A, A1B, A1C, A1D, A2A, A2B, A2C, A2D, A3C, A3E, F1A, F1B, F1C, F1D, F2A, F2B, F2C, F2D, F3C, F3E, F3F, J2A, J2B, J2C, J2D, J2E, J3C, J3E, J3F, R3E |
| 47090000000              | 47200000000              | 0                               | 0                               | 30                              |                               | Bármely adásmód             |                       |                       | A1A, A1B, A1C, A1D, A2A, A2B, A2C, A2D, A3C, A3E, F1A, F1B, F1C, F1D, F2A, F2B, F2C, F2D, F3C, F3E, F3F, J2A, J2B, J2C, J2D, J2E, J3C, J3E, J3F, R3E |

## Gyakorlati felhasználása
A hullámhossz méretéből adódóan már kis méretben is készíthetőek nagy nyereségű antennák, így lehetőség van kísérletezni műholdas kommunikációval. Az antennakészítés ezen a sávokon precíz, finommechanikai munkát igényel.
Amatőr használatra széles sáv került kijelölésre, így lehetőség van szélessávú üzemmódok használatára.
A sáv használata kevéssé elterjedt, mivel csak drágább készülékekbe van beleépítve ennek a sávnak a használati lehetősége. Saját készülék építése erre a sávra nagy gyakorlatot igényel, valamint ezen a frekvencián megbízható alkatrészek beszerzése is költséges.